# Robin Pogrebin
Robin Pogrebin (* 17. května 1965) je americká novinářka. Její matkou je novinářka a spisovatelka Letty Cottin Pogrebin, její dvojče Abigail Pogrebin je rovněž spisovatelkou. Studovala na Yaleově univerzitě a roku 1995 začala přispívat do The New York Times. Rovněž přispívala do periodik New York Observer, International Herald Tribune, New York, Vogue a dalších. Jejím manželem je Edward J. Klaris.